# Такеши Китано
Такеши Китано (на японски: 北野 武) e японски комик, актьор, писател, поет, художник и кинорежисьор.

## Биография
Роден е на 18 януари 1947 г. в Токио. Той учи инженерство в престижния Университет Мейджи. Не след дълго прекъсва следването си и започва работа като оператор на асансьор в луксозен нощен клуб. Клубната програма включвала (освен стриптийз) комедийни скечове и именно оттам започва и кариерата на Такеши Китано (от скечовете, не от стриптийза). Първите уроци идват от комика Сензабуро Фуками, който научава Такеши на доста неща за бизнеса. Един от редовните комици на клуба се разболява и познайте кой взел че го заместил?
През 1970 Такеши Китано основава заедно с приятеля си Кийоши Канеко комедийното дуо Two Beat. Именно от там идва Beat Takeshi – прякорът, с който Китано става известен през 1976, когато дуото се появява по телевизионните екрани в Япония. Шоуто се радва на небивал успех и Китано се превръща в един от най-популярните японски комици на 80-те години. Шегите в manzai шоуто „The Two Beats“ (manzai е японският еквивалент на stand-up comedy монолозите) се харесвали заради острия тон и хапливия език, но след оплаквания от възмутени зрители цензурата свалила Такеши от екрана.
Дуото се разпада и Китано започва солова кариера в киното. След няколко предимно комедийни роли Такеши е сред актьорския състав на „Violent Cop“ – история за твърдоглав детектив, чиято сестра е отвлечена от Якудза. Героят взима закона в свои ръце и се изживява като японския Dirty Harry. Късметът се усмихва отново на Такеши – режисьорът Кинджи Фукасаки („Tora! Tora! Tora!“, „Кралска битка“) се разболява... Кой ли да го замести? Китано пренаписва сценария и е едновременно на режисьорския стол и пред камерата в главната роля. Успехът (и приходите) от „Violent Cop“ поставят началото на режисьорската му кариера. Повечето от филмите му са драматични истории за полицаи и японската мафия. В България Такеши Китано е известен най-вече със „Затоичи“ (най-големият му финансов успех), а последният му филм „Takeshi’s“ мина по родните екрани като част от програмата на десетия София Филм Фест. През 2004 университетът Мейджи го награждава с почетна бакалавърска степен по инженерство, 4 години след като е прекъснал обучението си.
„Dolls“ е смятан от много критици за най-добрия филм на Такеши Китано като режисьор и сценарист.

## Филмография

### Режисьор
- 1989 Жестоко ченге
- 1990 Точка на кипене
- 1992 Сцена край морето
- 1993 Сонатина
- 1995 Getting Any?
- 1996 Момчетата се завръщат
- 1997 Фойерверки
- 1999 Кикуджиро
- 2000 Братът
- 2002 Кукли
- 2003 Затоичи
- 2005 Последният Такеши
- 2008 Ахил и Костенурката

### Актьор
- 1969 Go, Go Second Time Virgin
- 1980 Makoto
- 1981 Dump Migratory Bird
- 1981 Manon
- 1981 Completely... With That Air!
- 1982 Secret of Summer
- 1983 Щастлива Коледа, мистър Лоурънс
- 1989 Жестоко ченге
- 1990 Точка на кипене
- 1993 Сонатина
- 1995 Getting Any?
- 1995 Джони Мнемоник
- 1995 Гонин
- 1997 Фойерверки
- 1998 Токийски очи
- 1999 Кикуджиро
- 1999 Табу
- 2000 Братът
- 2000 Кралска битка
- 2001 Кралска битка: Специално издание
- 2003 Затоичи
- 2003 Battle Royale II: Requiem
- 2004 IZO
- 2004 Blood and Bones
- 2005 Последният Такеши

## Телвизия
- 1986 – 1989  Замъкът на Такеши